# Jacques Clarion
Jacques Clarion est un médecin et un botaniste français né le 12 octobre 1779 au village de Saint-Pons près de Seyne et mort le 28 septembre 1844 à Garches.

## Biographie
Il étudie la pharmacie comme apprenti auprès d’un pharmacien de Seyne et herborise les plantes des Alpes. Le 25 frimaire an III (15 décembre 1794), il devient pharmacien de troisième classe dans l’armée d’Italie. Il quitte l’armée en l’an VII (mars 1799) et vient s’installer à Paris après avoir herborisé en Istrie et dans le Tyrol. Il travaille à l’école de médecine et obtient mi-1803 un diplôme de docteur en médecine avec une thèse intitulée Observations sur l’analyse des végétaux, suivies d’un travail chimique sur les rhubarbes exotique et indigène. En 1805, il est pharmacien ordinaire auprès de l’Empereur et dirige la pharmacie du palais de Saint-Cloud. Il reprend cette fonction à partir de 1817 et officie sous les règnes de Louis XVIII et de Charles X.
En 1819, il devient professeur-adjoint de l’école de pharmacie puis, en 1825, professeur de botanique. Il est devenu membre, en 1822, de l’Académie de médecine, fonction occupée jusqu’en 1830.Il était chevalier de la Légion d'honneur.
La Révolution de Juillet lui fait perdre ses fonctions honorifiques, mais il continue d’enseigner à l’école de Pharmacie.
Son fils unique, Jules-Louis Clarion de Beauval (1810-1865), officier de la garde nationale de Garches, fut conseiller de préfecture puis sous-préfet, chevalier de la Légion d'honneur.
Son frère, Melchior Clarion, docteur de l'université de Padoue, était également médecin.
Il est notamment l’auteur de Abrégé de médecine pratique, ou Manuel médical d'après les principes de la doctrine physiologique (Charvin, Lyon, 1832) et du Nouveau Précis des maladies des enfans fondé sur la doctrine physiologique (Charvin, Lyon, 1833). Augustin Pyrame de Candolle (1778-1841) utilise dans sa flore les observations de Clarion faites dans les Alpes.